# Лига (посёлок)
Лига — посёлок в Атяшевском районе Мордовии. Входит в состав Козловского сельского поселения.

## История
Основан в 1924 году переселенцами из сел Чукалы-на-Вежне, Низовка, Жабино и Лобаски. Название идеологическое — по Лиге Наций.

## Население
| 2002 | 2010 |
| ---- | ---- |
| 18   | ↘6   |

Национальный состав
Согласно результатам Всероссийской переписи населения 2002 года, в национальной структуре населения мордва-эрзя составляла 100 %.